# История дерьма
«Исто́рия дерьма́: введе́ние», или «Исто́рия говна́: введе́ние» (фр. Histoire de la merde: Prologue) — книга французского писателя и психоаналитика Доминика Лапорта, вышедшая в 1978 году.

## Содержание
Используя, подобно Фридриху Ницше, Зигмунду Фрейду, Жоржу Батаю и Мишелю Фуко, идиосинкразивный метод исторической генеалогии, Лапорт попытался показать, каким образом происходило развитие техник санитарии, повлиявших на формирование в Западной Европе современных представлений об индивиде. Он исследовал это влияние через исторические процессы урбанизации, апофеоз национализма, практики капиталистического обмена и языковой реформы.
Кроме того, отдельное внимание уделено запаху, который автор считает одним из двигателей таких областей жизни общества, как, с одной стороны, законодательная деятельность правительства, а с другой — сельский и городской облики.

## Анализ
Американский архитектор и один из переводчиков «Истории дерьма» на английский язык Родольф эль-Хури сделал попытку объяснить, как для Локарта «история дерьма становится историей субъективности» и как его книга стала «предысторией к современности и современной тематикой». Эль-Хури определяет научную стратегию Лапорта — обратиться к смехотворному и проникновенному — как политическую по своей сути. Лапорт стремился «сорвать некоторые из масок под наш хохот, сам насмехаясь над властью». Это особенно показательно на фоне того, что в своей предшествующей работе «Французский национальный: политика и практика языка во Французской революции» (фр.  Le Français national: politique et pratiques de la langue nationale sous la Revolution Française) (совместно с Рене Баливаром) Лапорт занимается изучением языковой реформы, проведённой во время Великой французской революции.
Российский культуролог О. В. Гавришина отмечает в рецензии, что книга Лапорта является подчеркнуто провокативной, а её стиль и заглавие «носят пародийный характер». Она указывает на то, что Эль-Хури обратил внимание на то, что объектом пародирования заглавия выступает историография французской школы «Анналов», где без каких-либо ограничений допустимо следование исследовательской логике «История [+ любое слово]». Таким образом, по мнению Гавришиной, Лапорт просто «подставляет слово, которое, по его мнению, маркирует одну из границ современной конструкции культурного субъекта, и тем самым максимально отодвигает пределы мыслимого предмета исторического анализа: „История дерьма“ — читай: „История отвращения“». Она полагает, что стиль Лапорта не может быть понят в рамках обыденного академического письма, поскольку он находится между конвенциональностью и эпатажем, серьёзностью и иронией. Гавришина считает, что на протяжении всей книги Лапорт разговаривает с читателем на языке двух авторов — Карла Маркса и Зигмунда Фрейда. Она заносит Лапорта в числе «интеллектуалов, определивших облик французской теории 1970-х годов (Ж. Лакан, М. Фуко, Ж. Делёз, Ф. Гваттари)» и со ссылкой на издателей считает, что «История дерьма» «чрезвычайно ёмко выражает специфику теоретических поисков 1970-х, „вовлекавших в единую орбиту теорию, политику, сексуальность, удовольствие, эксперимент и иронию“». Таким образом оказывается, что «Лапорт пишет историю нечистот как историю субъективности XVI—XIX веков». Кроме того, в своей книге он в большей степени «ставит проблемы, чем предлагает их решение: французский подзаголовок (Пролог) может быть прочитан двояко: и как пролог в хронологическом смысле, и как введение в тему». По мнению Гавришиной по своему жанру книга больше походит развернутое эссе, нежели на строгое научное исследование, поскольку Лапорт описывает всё очень обобщённо, а приводимые им примеры «случайны, иногда не вполне корректны, но, безусловно, эвристичны и точны с точки зрения выявляемых ими проблем». К таковым она относит три: политика нечистот, социология нечистот, экономика нечистот. Рассматривая тему политики нечистот Лапорт уподобляет природу складывающегося государства Нового времени сточной канаве, чья задача заключается в утилизации нечистоты, с последующим её превращением в превращающей их «в продукт и в конечном счёте в золото, о происхождении которого, однако, забывать не следует». Гавришина цитирует в связи с этим Ролана Барта, который писал, что «Слово „дерьмо“ не пахнет», и здесь она отмечает, что Лапорт, исходя из этой максимы, пытается обнаружить такое мгновение в существовании языка, когда тот ещё «источает зловоние», чтобы этим «разоблачить идеологию, которой подчиняется язык». Гавришина полагает, что «способность современного языка скрадывать дурные запахи не возникает спонтанно», поскольку эта способность «указывает на долгую практику дисциплины, почти пуританских усилий, потребовавшихся для превращения „вульгарных“ языков в „благородные“». В связи с этим она обращает внимание на то, что очень показательным является совпадение по времени «борьбы за чистоту языка (XVI век)» с введением законодательного запрета выливать нечистоты прямо на улицу. Кроме того, она указывает на то, что «очистка речи и городских улиц от нечистот в XVI—XVIII веках предполагает определённую иерархию чувств и в этом отношении вполне соотносима с грандиозным визуальным экспериментом, осуществлявшимся в живописи и архитектуре этого периода». И поскольку «новое городское пространство выступает прежде всего как объект взгляда», а «для раннего Нового времени характерно подчеркнутое внимание к зрению и почти полное равнодушие к запаху», то если от глаз общественности сокрыт источник неприятного запаха, то тогда он никому и нигде он приносит никакого беспокойства. Гавришина указывает, что точно «та же логика цивилизации как сточной канавы действует и в колониальной политике», когда колонизаторы размещают запретительные знаки для «варваров» привыкших справляют нужду в любом месте. Лапорт в своей книге подчёркивает сходством «между цивилизационными стратегиями императорского Рима (одной из серьёзных заслуг которого считалось строительство канализационной системы) и Британской империи в XVIII—XIX вв.». Из всего этого Гавришина делает следующий вывод: «Тыкать носом в дерьмо — привилегия власти. Формула власти такова: кто контролирует отправления, тот и владеет душой. Стыд за свое тело, источающее дурной запах, — явление достаточно позднее. Чистота имеет свою цену. Иными словами, право не источать дурной запах не даётся даром: за ним стоит институт власти». Применительно к экономике нечистот Лапорт отмечает, что обратной стороной медали у нечистот выступает золото. Поэтому в исследуемый им исторический период в культуре витает идея о возможности «оборота» нечистот. Так в XVI—XVIII веках в Западной Европе пристальное внимание начинает обращаться на агрикультурные практики Древнего Рима, «которые отличались, в частности, особым вниманием к органическим удобрениям, в том числе фекалиям». Кроме того, испражнения стали широко применяться в косметике и медицине. Таким образом получалось, что то явление, которое в один исторический период отвергалось с отвращением, в другое время становилось нормой жизни. Также Лапорт пришёл к мысли о том, что любое производство в той или иной мере не обходится без нечистот. А, например, частные уборные являются местами их первичного накопления. Лапорт полагал, что понятие собственности тесно связано с представлением о «принадлежности» испражнений, поэтому действительный смысл регулирования отправления естественных потребностей заключается в накопительстве, а не в соблюдении гигиены. Следовательно, отныне собранный кал из «отхода» превращается в символический капитал. Проблема социологии нечистот рассматривается Лапортом в плоскости того, что одним из главных знаков складывающейся субъективности «становится „приватизация“ телесных отправлений», который он увязывает с новыми практиками выделения области частной жизни: «зарождение современного представления об интимности и возникновение личного пространства». В обществе становится обязательной норма, «согласно которой естественные потребности должны отправляться в уединении», а также сужается круг лиц людей, которые в той или иной мере могут присутствовать при отправлении естественных потребностей: исключаются соседи, случайные прохожие и представители других социальных групп. Это говорит о том, что вместе с новым представлением об индивидуальности возникают и «новые формы социальной дистанции». Лапорт приводит пример, с австралийскими аборигенами, у которых вполне нормальным считается беседовать с кем-то, одновременно отправляя свои естественные потребности. В Европе же благодаря происходящим в обществе изменениям подобные вещи становится недопустимым даже среди родственников и домочадцев. Гавришина считает, что подобные трансформации имеют «чрезвычайно важное для изучения истории запахов следствие», поскольку «переход от публичности телесных отправлений к стыдливости и скромности был бы невозможен без понижения порога чувствительности к некоторым запахам внутри семьи». Отныне норма заключается в стремлении при определённых условиях не обращать внимание на чей-либо дурной запах. Дурной запах долгое время выступал в качестве отличительной черты социального статуса человека в различных областях (национальный, религиозный, сословный и др.). Отсюда наличие или отсутствие у определённого человека денег в самых разных обстоятельствах может быть связано с его запахом, что нашло своё отражение в устойчивом представлении богатых и состоятельных людей о том, что «бедные вульгарны, испорченны, они дурно пахнут». А, в свою очередь, последние «подозревают в испорченности роскошь, сопровождаемую изысканным запахом». Гавришина отмечает, что «при этом и те и другие с поразительным согласием могут „унюхать“ Другого (еврея или негра)». Нечистоты будучи неприемлемыми для жителей городов, где «дурной запах также закрепляется за местами, чреватыми социальными различиями — такими, как рынки (Чрево Парижа)», в сельской местности рассматриваются как нормам жизни. В заключении своей рецензии Гавришина высказала замечание Лапорту в связи с тем, что «„нечистоты“ как объект исследования постоянно ускользают от исследователя». Она считает, что предмет анализа, являющийся «неудобный» для рассмотрения в рамках академического дискурса, тем не менее «выявляет важную характеристику самого гуманитарного знания, неспособного избежать вскрытого Лапортом двойственного отношения к нечистотам в культуре». Гавришина полагает, что, пытаясь скрыть за показной научностью эпатаж и вызов, сам автор осуществляет «первый эффект дистанцирования». Второй она видит в том, что «американское издательство, оформив этот „вызов“ в стильный томик, который независимо (или же вопреки) рассматриваемому в нём предмету можно воспринимать как объект прекрасного: золотая обложка, продуманный шрифт, изящно расположенные на полях номера страниц и указатели иллюстраций, лаконичная стилистика самих иллюстраций (фотографий, рисунков, гравюр), завершающих каждую главу». Исходя из этого, Гавришина приходит к выводу, что «это постоянное „ускользание“ предмета ещё раз удостоверяет важность избранной Лапортом проблематики для культурного анализа».

### Отзывы
Философ и культуролог Славой Жижек отмечал:

По словам Жака Лакана люди отмежёвываются от животных в то мгновение, когда говно для них становится неудобным пережитком, источником стыда и тем, от чего нужно тайно избавиться. Таким образом, говно бросает свою тень даже на самые возвышенные мгновения человеческого опыта. В древнегреческих театрах расположенное в первых рядах большое каменное седалище с отверстием в середине позволяло привилегированным классам пережить двойной катарсис — духовное очищение, с помощью которого их души освобождены от плохих эмоций, и очищение телесное через устранение дурно пахнущих испражнений. Будучи далеко не теоретической шуткой о неприличном «этом», «История дерьма» Лапорта противостоит наиболее животрепещущим вопросам о том, что значит быть человеком. Данная книга представляет собой тест для всех, кто утверждает, «ничто человеческое мне не чуждо»!
Оригинальный текст (англ.)According to Jacques Lacan, humans distinguish themselves from animals the moment shit becomes for them an embarrassing leftover, a source of shame, something to be secretly disposed of. As such, shit casts its shadow even at the most sublime moments of human experience. In ancient Greek theatres, a hole in the middle of the large stone seats in the front rows allowed members of the privileged classes to undergo a double katharsis--a spiritual purification by which their souls were cleansed of bad emotions and a bodily purification to eliminate bad-smelling excrement. Far from being a theoretical joke about the unmentionable 'that,' Laporte's History of Shit confronts the most fundamental issues of what it means to be human. This book is a test for everyone who claims, 'nothing human is foreign to me'!

Писатель Деннис Купер, автор роман «Досмотр», отозвался следующим образом о книге:

«История дерьма» — завораживающая, важная и вдохновенная идеально выстроенная работа, где раскопанные сведения столь объёмистые и откровенные, сколь проза Лапорта увлекательно ёмкая и изысканная.
Оригинальный текст (англ.)The History of Shit is mesmerizing, important, and inspired, a perfectly balanced work where the unearthed information is as voluminous and revealing as Laporte's prose is fascinatingly abridged and exquisite.

MIT Press писало:
Написанная в Париже после бурных дней студенческого восстания в мае 1968 года и до нашествия эпидемии СПИДа, «История дерьма» является символом дикого и авантюрного напряжения теоретического письма 1970-х годов, в котором была сделана попытка свести воедино теорию, политику, сексуальность, удовольствие, экспериментирование и юмор. В корне переосмысленное диалектическое мышление и постмарксистская политика занимают важное — и непочтительное — положение наряду с работами таких постмодернистских мыслителей, как Фуко, Делёз, Гваттари и Лиотар. Эксцентричный стиль и ироническая чувственность Лапорта соединились в запросе, который является провокационным, с чувством юмора и интеллектуально волнующим. Развенчивая всю гуманистическую мифологию о величии цивилизации, «История дерьма» вместо этого говорит, что управление отходами жизнедеятельности человека имеет решающее значение для нашей идентичности как современных личностей — включая организацию города, подъём государства-нации, развитие капитализма и мандат на чистый и правильный язык. Отнюдь не возвышаясь на куче навоза, Лапорт утверждает, что мы крепко увязли в нём, в частности, когда выпячиваем нашу большую чистоплотность и гигиеничность. Стиль повествования Лапорта сам по себе является нападением на наше стремление к «чистому языку». Будучи забитой пространными выдержками и неясными аллюзиями и решительно отказываясь следовать линейному аргументу, «История дерьма» идёт вразрез с правилами и бросает вызов условностям «правильного» академического дискурса.
Оригинальный текст (англ.)Written in Paris after the heady days of student revolt in May 1968 and before the devastation of the AIDS epidemic, History of Shit is emblematic of a wild and adventurous strain of 1970s' theoretical writing that attempted to marry theory, politics, sexuality, pleasure, experimentation, and humor. Radically redefining dialectical thought and post-Marxist politics, it takes an important--and irreverent--position alongside the works of such postmodern thinkers as Foucault, Deleuze, Guattari, and Lyotard.Laporte's eccentric style and ironic sensibility combine in an inquiry that is provocative, humorous, and intellectually exhilarating. Debunking all humanist mythology about the grandeur of civilization, History of Shit suggests instead that the management of human waste is crucial to our identities as modern individuals--including the organization of the city, the rise of the nation-state, the development of capitalism, and the mandate for clean and proper language. Far from rising above the muck, Laporte argues, we are thoroughly mired in it, particularly when we appear our most clean and hygienic.Laporte's style of writing is itself an attack on our desire for "clean language." Littered with lengthy quotations and obscure allusions, and adamantly refusing to follow a linear argument, History of Shit breaks the rules and challenges the conventions of "proper" academic discourse.

## Влияние
В 2011 году британский художник Джемми Николас (англ. Jammie Nicholas) под влиянием книги Лапорта изготовил из собственных испражнений духи под названием «Избыток» (англ. Surplus), которые затем продавал в одной из галерей Лондона по цене 40 фунтов стерлингов за пузырёк.

## Переводы на русский язык
- Лапорт Д. Золото речи, блеск фекалий // Живой Журнал. — 09.10.2009. Архивировано 28 февраля 2017 года. (Частичный перевод первой главы «Золото речи, блеск фекалий» книги; Перевёл с французского Б. К. Карпов)
- Лапорт Д. Обучение видению и обонянию // Живой Журнал. — 21.09.2003. Архивировано 5 января 2018 года. (Перевод отрывка из подглавы «Обучение видению и обонянию» второй главы «Уборка перед домом» книги; Перевёл с французского Б. К. Карпов)
- Лапорт Д. Оссуарий и предметы культа // Форумы inFrance — Франция по-русски. — 29.06.2002. Архивировано из оригинала 5 января 2018 года. (Перевод подглавы «Оссуарий и предметы культа» третьей главы «Колониальная вещь» книги; Перевёл с французского Б. К. Карпов)
- Лапорт Д. «Хризагир» // Форумы inFrance — Франция по-русски. — 08.07.2008. Архивировано 5 января 2018 года. (Перевод подглавы «Хризагир» из четвёртой главы «Non olet» книги; Перевёл с французского Б. К. Карпов)
- Лапорт Д. Всё, что вы хотели знать об ароматах; Запах антиномичен не только порядку и гигиене, но и красоте. // Форумы inFrance — Франция по-русски. — 16.07.2004. Архивировано 5 января 2018 года. (Перевод подглав «Всё, что вы хотели знать об ароматах» и «Запах антиномичен не только порядку и гигиене, но и красоте» из четвёртой главы «Non olet» книги; Перевёл с французского Б. К. Карпов)
- Лапорт Д. Non olet — Не пахнет // Ароматы и запахи в культуре. Книга 1 / Сост. О. Б. Вайнштейн. — 2-е изд., испр. — М.: Новое литературное обозрение, 2010. — С. 563—577. — 616 с. — 3000 экз. (Перевод четвёртой главы «Non olet» книги; Перевела с французского А. Васильева)
- Лапорт Д. «Одержимость клоакой». Утопический социализм и ассенизация // Полярная звезда : сетевой журнал. — 16.04.2007. Архивировано 7 июля 2015 года. (Перевод шестой главы «Я на стороне Шекспира» книги; Перевёл с французского Б. К. Карпов) (копия — Лапорт Д. «Я говорю как Шекспир» (sic!) // Живой Журнал. — 30.07.2004. Архивировано 5 января 2018 года.)